# Karadiğinderesi, Meram
Karadiğinderesi là một xã thuộc quận Meram, tỉnh Konya, Thổ Nhĩ Kỳ. Dân số thời điểm năm 2011 là 398 người.